# Kinetic Dissent
Kinetic Dissent war eine US-amerikanische Power-, Progressive- und Thrash-Metal-Band aus Atlanta, Georgia, die im Jahr 1987 gegründet wurde und sich etwa 1991 auflöste.

## Geschichte
Die Band wurde im Jahr 1987 gegründet und bestand aus dem Sänger Dwight Bales, den Gitarristen Stephen Danyo und Rick MacConnell, dem Bassist Troy Stephens und dem Schlagzeuger Ed Reimer. Ihr 1988er Demo mit dem Namen Controlled Reaction gelangte ohne Zutun der Band zu Roadracer Records. Die Band reichte nach erfolgter Kontaktaufnahme seitens des Labels weitere Exemplare ein und nahm auch noch ein zusätzliches, inoffizielles, mit vier neuen Stücken auf. Damit war Roadracer vollends überzeugt und ließ das erste und einzige Album I Will Fight No More Forever einspielen, das im Jahr 1991 veröffentlicht wurde. Nachdem die Band sich aufgelöst hatte, trat Gitarrist Rick McConnell der Band Eldritch Rite bei. Die Mitglieder von Kinetic Dissent gründeten zudem eine Band namens Deno of Thieves. Das Album wurde im Jahr 2007 über Metal Mind Productions wiederveröffentlicht, und zwar auf 2000 Stück limitiert.

## Stil
Laut Robert Müller vom Metal Hammer spielte die Band auf I Will Fight No More Forever eine Mischung aus Power-, Progressive- und Thrash-Metal. Im Metal-Hammer-Interview mit Müller gab Dwight Eales an, nicht durch andere Bands beeinflusst worden zu sein. Stattdessen wurde das Album stark durch den Film Die zwölf Geschworenen beeinflusst: Der Name des Liedes 12 Angry Men beziehe sich auf diesen Film und ist zugleich dessen Originaltitel. I Will Fight No More Forever stamme aus der Rede des Indianerhäuptlings Chief Joseph, wobei dem Text des Liedes Originaltonaufnahmen von Häuptlingsansprachen hinzugefügt worden seien.
Auch thethrashmetalguide.com ordnete das Album dem Power-, Progressive- und Thrash-Metal zu und bezeichnete die Musik als eine Mischung aus der Musik von Heir Apparent oder Lethal und Thrash Metal.
Für Chris Glaub (Break Out) war es musikalisch eine „Mixtur aus Powermetal und progressiven Klängen“ und „das textliche Konzept [...] intellektuell ansprechend, ethisch und philosophisch“.

## Diskografie
- 1987: The Fall of Individualism (Demo, Eigenveröffentlichung)
- 1988: Controlled Reaction (Demo, Eigenveröffentlichung)
- 1991: I Will Fight No More Forever (Album, Roadracer Records)